# Asclepias brachystephana
Asclepias brachystephana är en oleanderväxtart som beskrevs av Georg George Engelmann och John Torrey. Asclepias brachystephana ingår i släktet sidenörter, och familjen oleanderväxter. Inga underarter finns listade i Catalogue of Life.